# Hermann Cohen

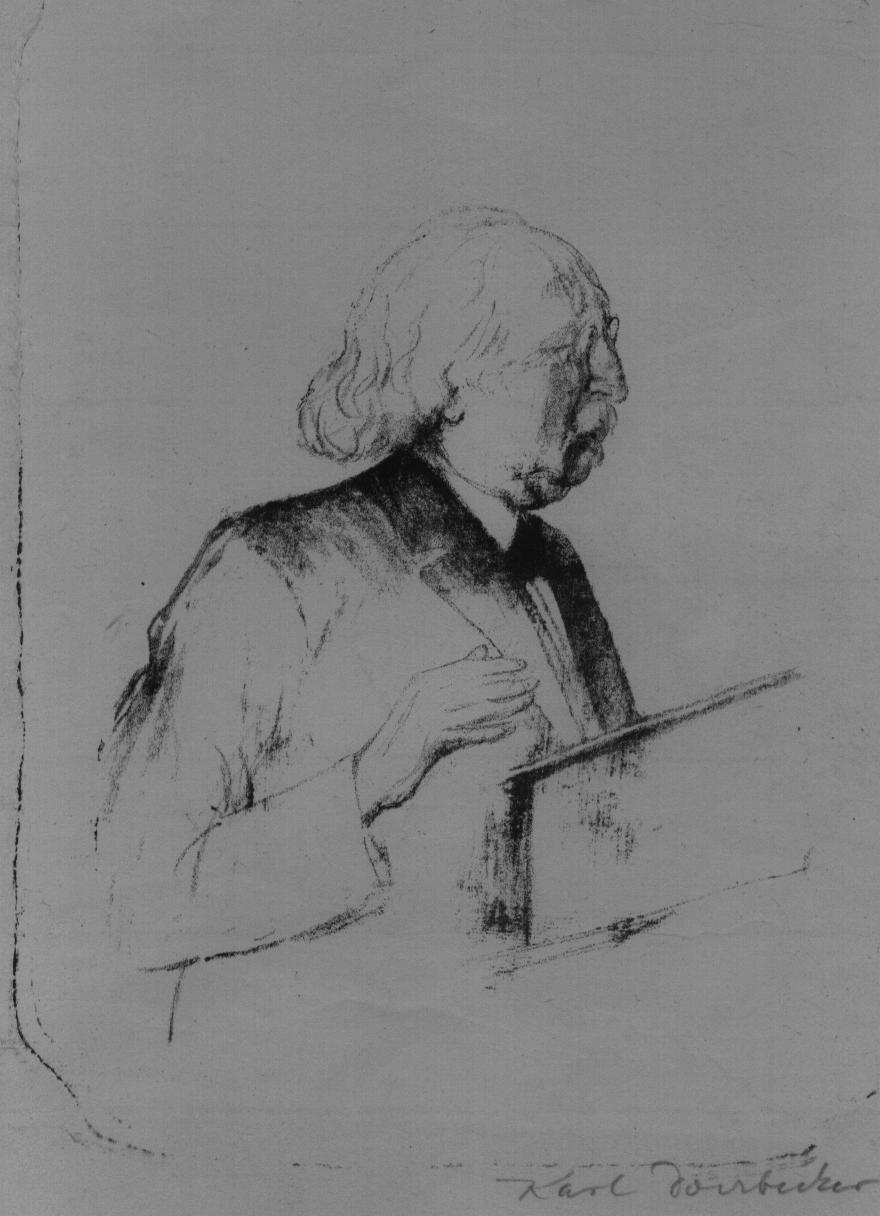
Hermann Cohen, litografía por Carl Doerbecker.

Hermann Cohen (Coswig, Sajonia-Anhalt, 4 de julio de 1842 - Berlín, 4 de abril de 1918) fue un filósofo alemán judío, fundador, entre otros, de la neokantiana Escuela de Marburgo. Nacido en Coswig, estudió en las universidades de Breslavia (Polonia) y Berlín, y se graduó en Halle en 1865. Ejerció como docente en Marburgo desde 1876 hasta 1912.
Es célebre por sus comentarios sobre Immanuel Kant, en especial su Teoría kantiana de la experiencia (Kants Theorie der Erfahrung, 1871). Otras obras conocidas son La lógica del conocimiento puro (1902), Sistema de filosofía (1902-1906) y El concepto de religión en una filosofía sistemática (1915).
El refinamiento del análisis lógico que Cohen realizó del método transcendental kantiano influyó en que fuera recibido con escepticismo y con admiración a un tiempo (véase Trascendentalismo). Pensaba Cohen que el idealismo ético kantiano y la teología judía eran una misma doctrina pero subrayó que las creencias religiosas personales debían quedar fuera del ámbito reflexivo de la filosofía.